# Garovaglia plicata
Garovaglia plicata är en bladmossart som beskrevs av Roelof Benjamin van den Bosch och Sande Lacoste 1863. Garovaglia plicata ingår i släktet Garovaglia och familjen Pterobryaceae. Inga underarter finns listade i Catalogue of Life.